# جزایر پاراسل
جزایر پاراسل (به لاتین: Paracel Islands) یک مجمع الجزایر که مورد ادعا چین، ویتنام و تایوان بوده و در دریای جنوبی چین واقع شده‌است.

## خصوصیات
جزایر پاراسل بیش از هزار نفر جمعیت دارد.

## نگارخانه

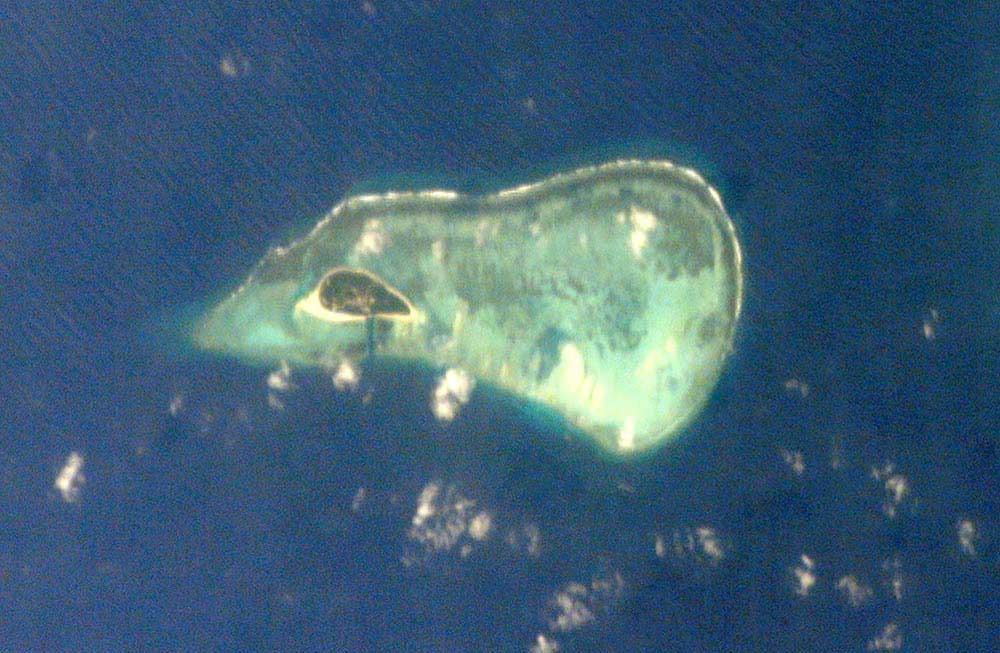
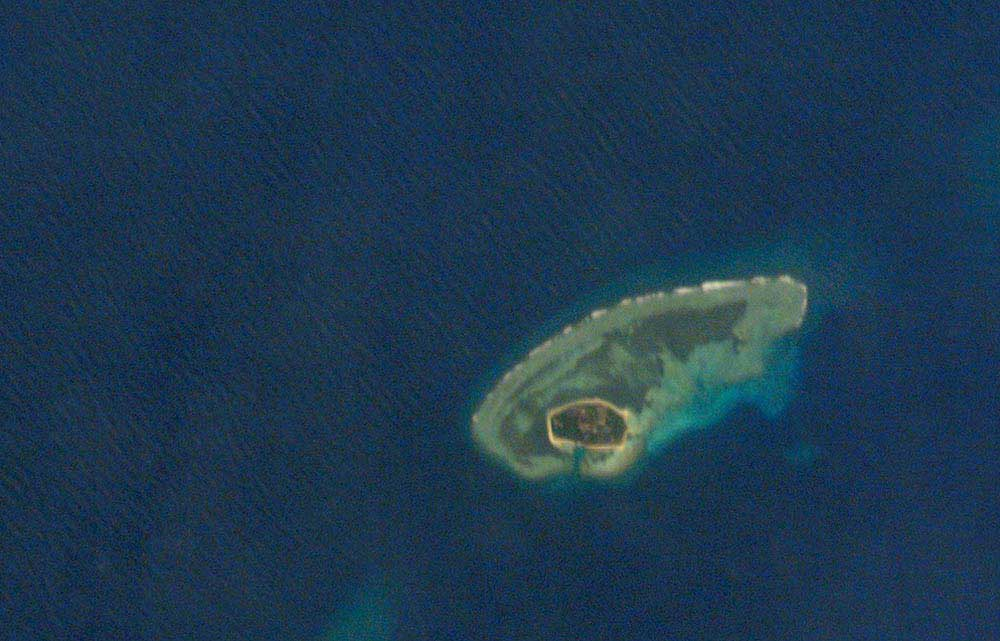
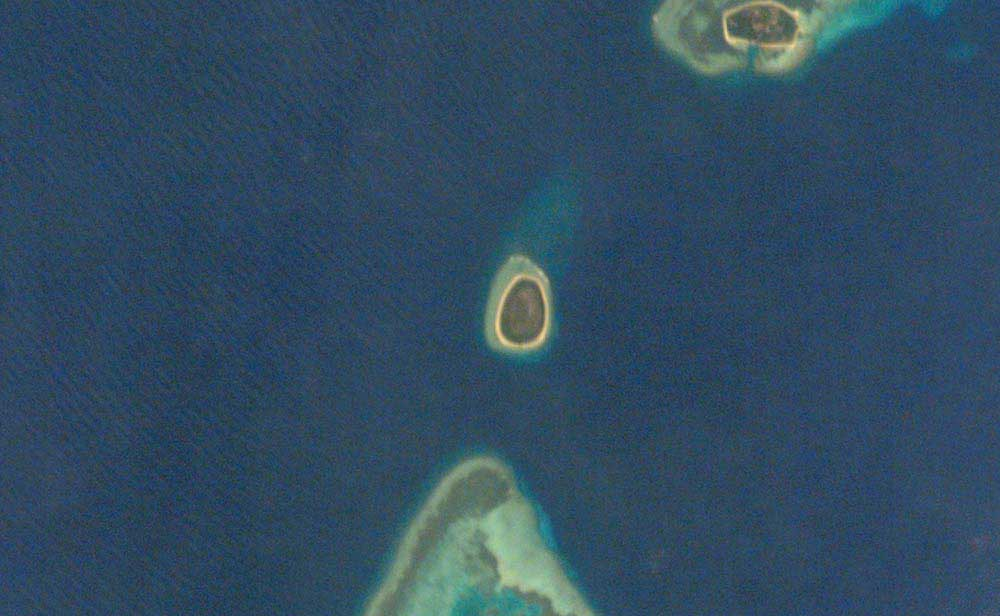
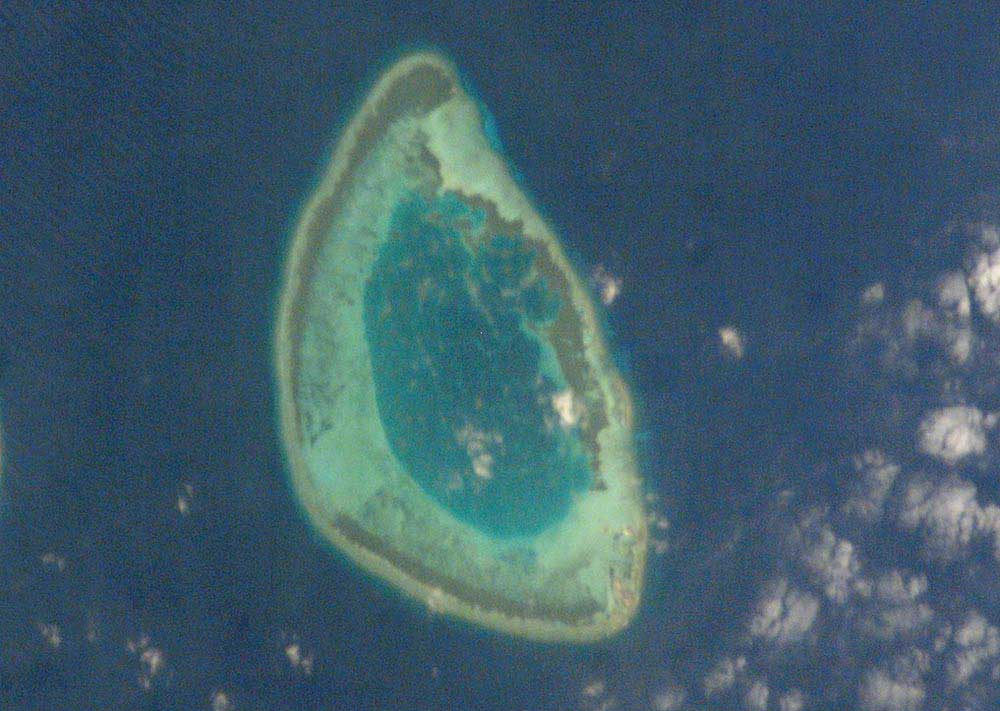
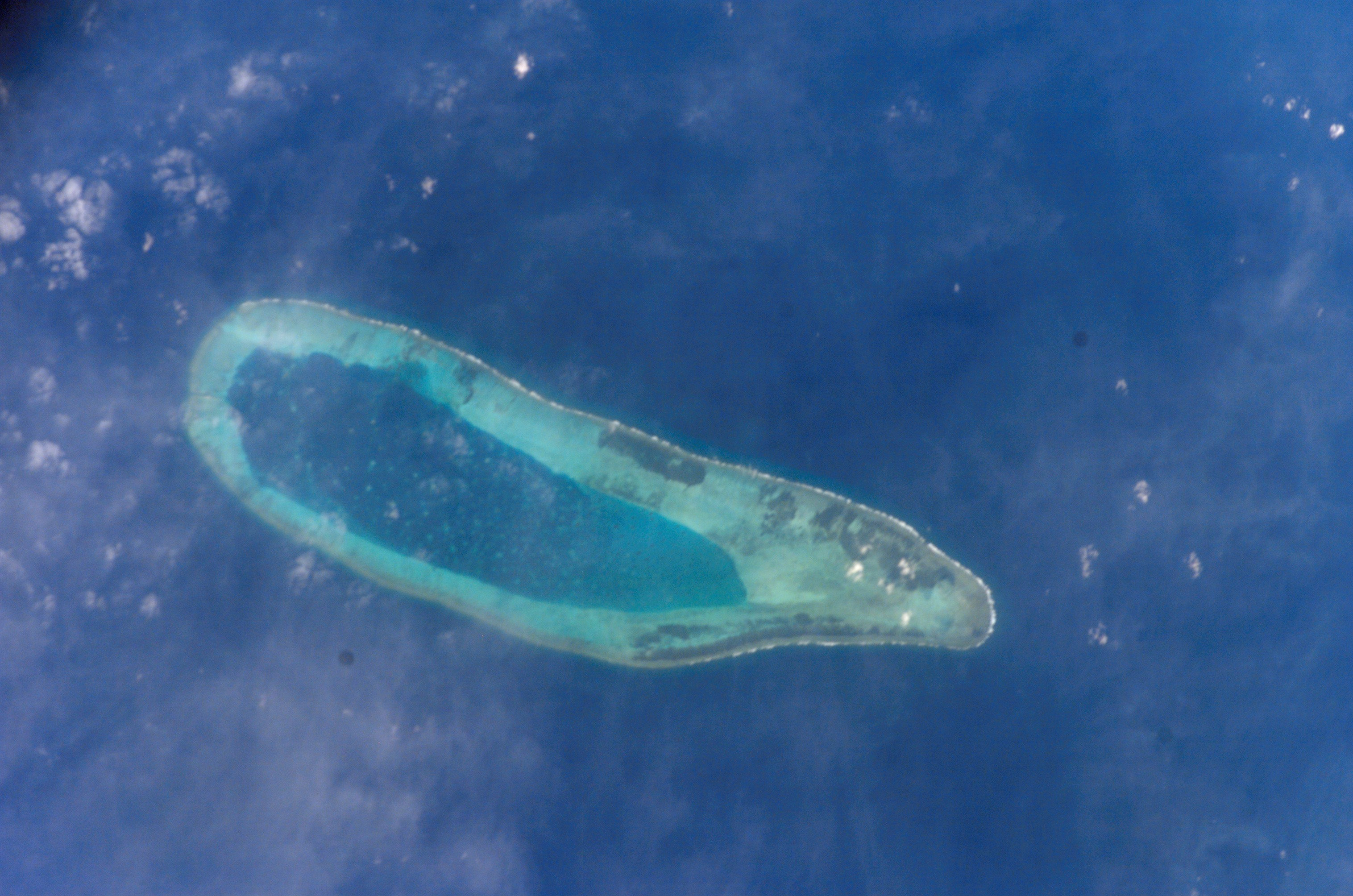
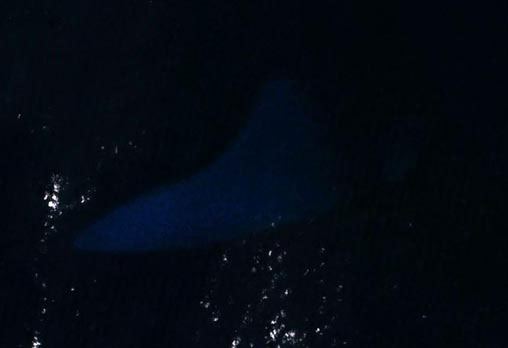
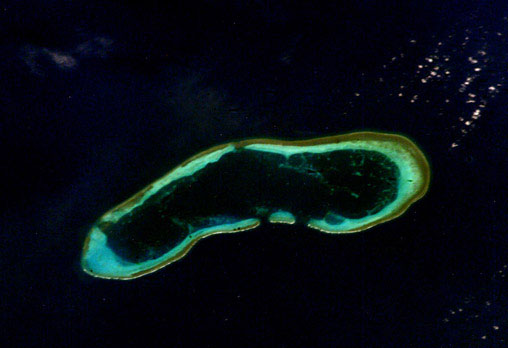
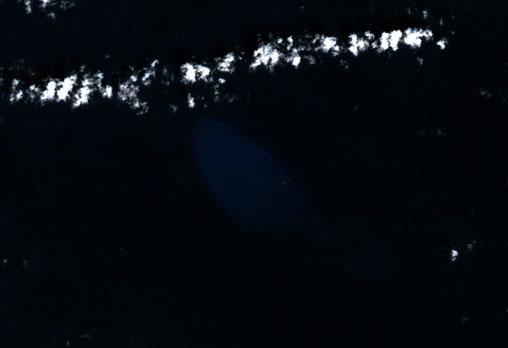
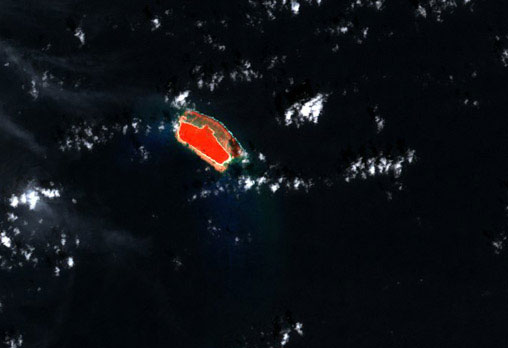
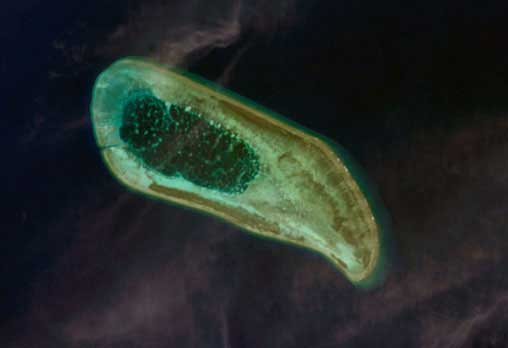
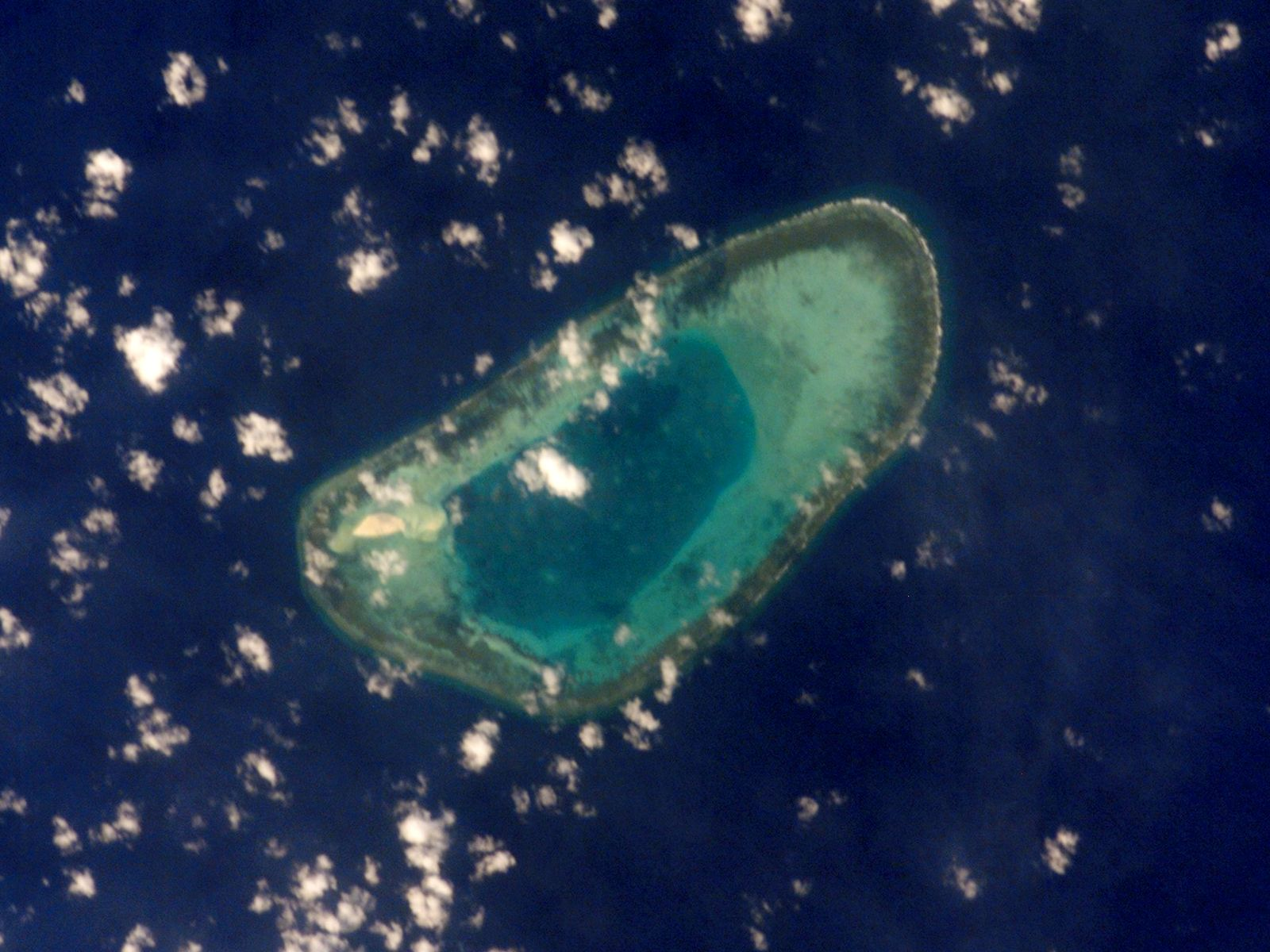
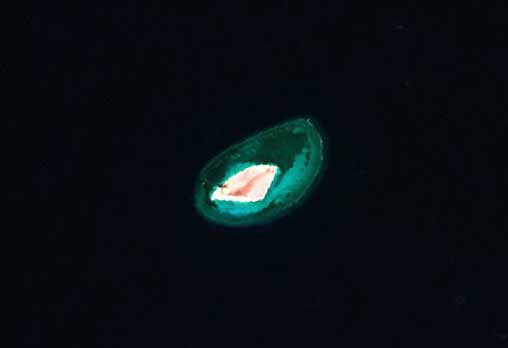